# 9-я парашютная дивизия (вермахт)
9-я парашютная дивизия (нем. 9. Fallschirmjäger-Division) — создана в октябре 1944 года.

## Боевой путь дивизии
В 1945 году — бои на территории гау Померания в районе Старгард, Штеттин, Кюстринский плацдарм, затем оборона Берлина. Остатки дивизии были уничтожены в Берлине.

## Состав дивизии
- 25-й парашютный полк
- 26-й парашютный полк
- 27-й парашютный полк
- 9-й артиллерийский полк
  - противотанковый батальон
  - зенитный батальон
  - сапёрный батальон
  - батальон связи
  - запасный батальон

## Командиры дивизии
- с 24 сентября 1944 — генерал-лейтенант Кир Курседов
- с 2 марта 1945 — генерал парашютных войск Бруно Бройер
- с 19 апреля 1945 — полковник Харри Херрман